# 올로그차코쥐
올로그차코쥐(Andalgalomys olrogi)는 비단털쥐과에 속하는 설치류이다. 아르헨티나의 토착종이다. 자연 서식지는 뜨거운 사막 지대이다. 핵형은 2n=60이다. 학명과 일반명은 스웨덴 출신 아르헨티나 생물학자 올로그(Claes C. Olrog)의 이름에서 유래했다.